# Сасаки, Нодзому
Нодзому Сасаки (яп. 佐々木 望 Сасаки Нодзому) — японский сэйю, актёр.
Родился 25 января 1967 года в префектуре Хиросима (Япония). В 1988 году озвучил известного мультипликационного героя Тэцуо Сима в аниме «Акира», снятому по одноимённой манге.
Также Нодзому Сасаки исполнил роль Юсукэ Урамэси (Yusuke Urameshi) в популярном аниме YuYu Hakusho и одноимённой видеоигре.
Рост актёра — 1,61 м.

## Позиции в Гран-при журнала Animage
- 1989 год — 7-е место в Гран-при журнала Animage, в номинации на лучшую мужскую роль[1];
- 1990 год — 7-е место в Гран-при журнала Animage, в номинации на лучшую мужскую роль[2];
- 1991 год — 12-е место в Гран-при журнала Animage, в номинации на лучшую мужскую роль[3];
- 1992 год — 16-е место в Гран-при журнала Animage, в списке лучших сэйю[4];
- 1993 год — 8-е место в Гран-при журнала Animage, в списке лучших сэйю[5];
- 1994 год — 13-е место в Гран-при журнала Animage, в списке лучших сэйю[6];
- 1995 год — 8-е место в Гран-при журнала Animage, в списке лучших сэйю[7];
- 1996 год — 16-е место в Гран-при журнала Animage, в списке лучших сэйю[8]

## Роли

### Аниме-сериалы
1986
- Doteraman — Танки
- Fist of the North Star 2 — Тао
- Mobile Suit Gundam Double Zeta — Лунан

1987
- Akai Kodan Zillion — Энтони (9 серия)
- City Hunter — Такуя (12 серия)
- ESPer Mami — Такэнага
- Machine Robo: Battle Hackers — Дзэн Агава
- Mister Ajikko — Тюко Хэйтай
- Oh! Family — Дзякку

1988
- Ronin Warriors — Син Мори
- Soreike! Anpanman — Мэдзамаси-кун, мёд

1989
- Chimpui — Итиро Утики
- Jungle Emperor — гепард (39 серия)
- Legend of Heavenly Sphere Shurato — Юлиан Минц
- Legend of Momotaro — (Тотаи Ро)
- Tenkuu Senki Shurato — Кубира

1990
- Magical Angel Sweet Mint — Слива
- Mitsume ga toru — придворный

1991
- 21 Emon — 21 Эмон
- City Hunter — Хансу Дзикуфурито (13 серия)
- Genji Tsuushin Agedama — Гэндзи Агэдама
- Warau Salesman — мужчина

1992
- Ashita he Free Kick — Ровельт, Базэттини
- Tomatoman — Каштан
- YuYu Hakusho — Юсукэ Урамэси

1994
- Captain Tsubasa — Цубаса Одзора в юности
- Goal FH — Хикару Тацумура
- Maho Kishi Reiasu — Клеф

1995
- Maho Kishi Reiasu 2 — Клеф
- NINKU — Аокити (14 серия)

1996
- After War Gundam X — Ольба Фрост
- B't X — Котаро Такамия
- Ganba! Fly High — Найда Минору

1997
- Ehrgeiz — Хал
- Mach Go Go Go
- Vampire Princess Miyu — Масаки Урабэ (12 серия)
- «Юная революционерка Утэна» — Рука Цутия

1998
- LEGEND OF BASARA — Асаги
- Weiß Kreuz — Наоэ Наги
- «Он и она и их обстоятельства» — Такэфуми Тонами

1999
- Cardcaptor Sakura — Эриоль Хирагидзава
- Detective Conan — Кота Вахико
- Monster Farm: Enbanseki no Himitsu — Хам
- Monster Farm: Legend e no Michi — Хам

2000
- InuYasha — Синосукэ (131—132 серии)
- Yu-Gi-Oh! — священник Шада, Шади

2001
- Tennis no Ouji-sama — Дзин Акуцу

2002
- Asobotto Senki Goku — Дзё
- Kick Off 2002 — Кантэ-тян
- Weiss Kreuz Gluhen — Наоэ Наги
- «Наруто» — Хаятэ Гэкко

2003
- «Манускрипт ниндзя: новая глава» — Магай

2004
- Black Jack — Дзюн
- Fafner — Леона
- Kyo Kara Maoh! — Великий Мудрец
- Legendz — Экутору, Фуон, Гуюнита
- MADLAX — Баггис
- MONSTER — Йохан Либерт, полицейский
- Samurai Gun — Рёма Сакамото (9 серия)
- Top wo Nerae! 2 — Гоя Рэйси
- «Самурай Чамплу» — Юкимару (16–17 серии)

2005
- BLOOD+ — Карл
- Glass Mask — Хидзири
- Oden-kun — Вена-кун, Итокон-кун, Микко-тян
- «Стальная тревога! Новое задание» — Ян Дзюнгу

2006
- Jigoku Shoujo — Юкихиро (19 серия)
- Spider Riders — Resurrected Sun — Торэ

2007
- Darker than Black — Норио Юкияма (7–8 серии)
- Nagasarete Airanto — Тайга
- Pururun! Shizuku-Chan — Кимути-сан
- Shigurui — Сэиген Ирако
- Yu-Gi-Oh! — Цутому Акиба
- «Тетрадь смерти» — Мелло

2008
- Himitsu: The Revelation — Матфей Харви
- Keroro Gunsou — Сабаба
- Kyo Kara Maoh! [ТВ-3] — Джениус, Такаси Хироси
- Majin Tantei Nogami Neuro — Юя Хигути (16–19 серии)
- Scarecrowman — Тони

2009
- Dora the Explorer — Маппу-кун
- Elementhunters — Родни Форд
- Keroro Gunsou — Рю Хироси

2024
- The Witch and the Beast — Некромант[9]

### OVA
- Angel Cop — Асура
- Blue Sonnet — Сёсёки Ватару
- Compiler — Тоси Игараси
- Compiler 2 — Тоси Игараси
- Dark Myth — Бу
- Earthian — Тихая
- Gall Force: New Era — Нова
- Genji — Эбата Кацуми
- GUNDAM EVOLVE — Хачивэй Ноах
- Here is Greenwood — Кадзуя Хасукава
- Izumo — Дэкиру
- Samurai X: Reflection — Эниси Юкисиро
- Samurai X: Trust and Betrayal — Эниси Юкисиро
- Ushio and Tora — Усио Аоцуки
- Ushio & Tora: Comically Deformed Theater — Усио Аоцуки
- Yu Yu Hakusho: Eizou Hakusho — Юсукэ Урамэси
- Yu Yu Hakusho: Eizou Hakusho II — Юсукэ Урамэси
- «Легенда о героях Галактики» — Юлиан Минц

### Полнометражные аниме
- Kidou Senshi Gundam: Gyakushuu no Char (1988) — Хасауэй Ной
- Akira (1988) — Тэцуо Сима
- Arslan Senki (1991–1995) — Эрам
- Ushiro no Shomen Daare (1991) — Такэдзиро Наканэ
- Gekkou no Piasu (1991) — Кохан Аки
- Doraemon: Nobita no Nejimaki City Boukenki (1997) — Пиб
- 21 Emon: Uchū Ike! Hadashi no Princess (1992) — 21 Эмон
- Senbon Matsubara (1992) — Ёкити
- «Тёмный мститель Дарксайд» (1994) — Катари
- Cardcaptor Sakura: The Sealed Card (2000) — Эриол Хирагидзава
- Diebuster (2006) — Гоя Рейси
- «Наруто: Последний» (2014) — Хаятэ Гэкко